# 女王頌
女王頌（英語：Queen of Song）是澳大利亞女高音內莉·梅爾巴女爵士在19世紀末主唱的音樂劇。